# Ett hjärta i mina händer
Ett hjärta i mina händer (franska: Un cœur gros comme ça) är en fransk dramadokumentär från 1961 i regi av François Reichenbach.

## Utmärkelser
Ett hjärta i mina händer vann Louis Delluc-priset 1961. Filmen vann även Guldleoparden vid Internationella filmfestivalen i Locarno 1962.

## Medverkande
- Abdoulaye Faye
- Jean-Paul Belmondo
- Michèle Morgan
- Émile Pladner
- Luce Védé
- Yasumiko